# Komitat Turóc
Komitat Turóc (węg. Turóc vármegye, łac. comitatus Thurociensis, pol. komitat Turiec) – dawny komitat w północnej części Królestwa Węgier, w Górnych Węgrzech.
Początkowo obszar ten wchodził w skład komitatu Zólyom. Komitat Turóc utworzono w 1339 r. W wyniku reform józefińskich w latach 1786–1790 komitat był połączony z komitatem Zólyom w komitat Turóc-Zólyom z siedzibą Besztercebánya. Następnie znów samodzielny komitat. Siedzibą władz komitatu był Zamek Sklabinia, a od 1772 miasto Turócszentmárton.
W okresie przed I wojną światową komitat dzielił się na dwa powiaty.
Po traktacie w Trianon komitat znalazł się w granicach Czechosłowacji.
Obecnie teren komitatu wchodzi w skład kraju żylińskiego na Słowacji.
| Powiaty (járás)  | Powiaty (járás)  |
| Powiat           | Siedziba władz   |
| ---------------- | ---------------- |
| Stubnyafürdő     | Stubnyafürdő     |
| Turócszentmárton | Turócszentmárton |